# M109 (galaxie)
Pour les articles homonymes, voir M109.

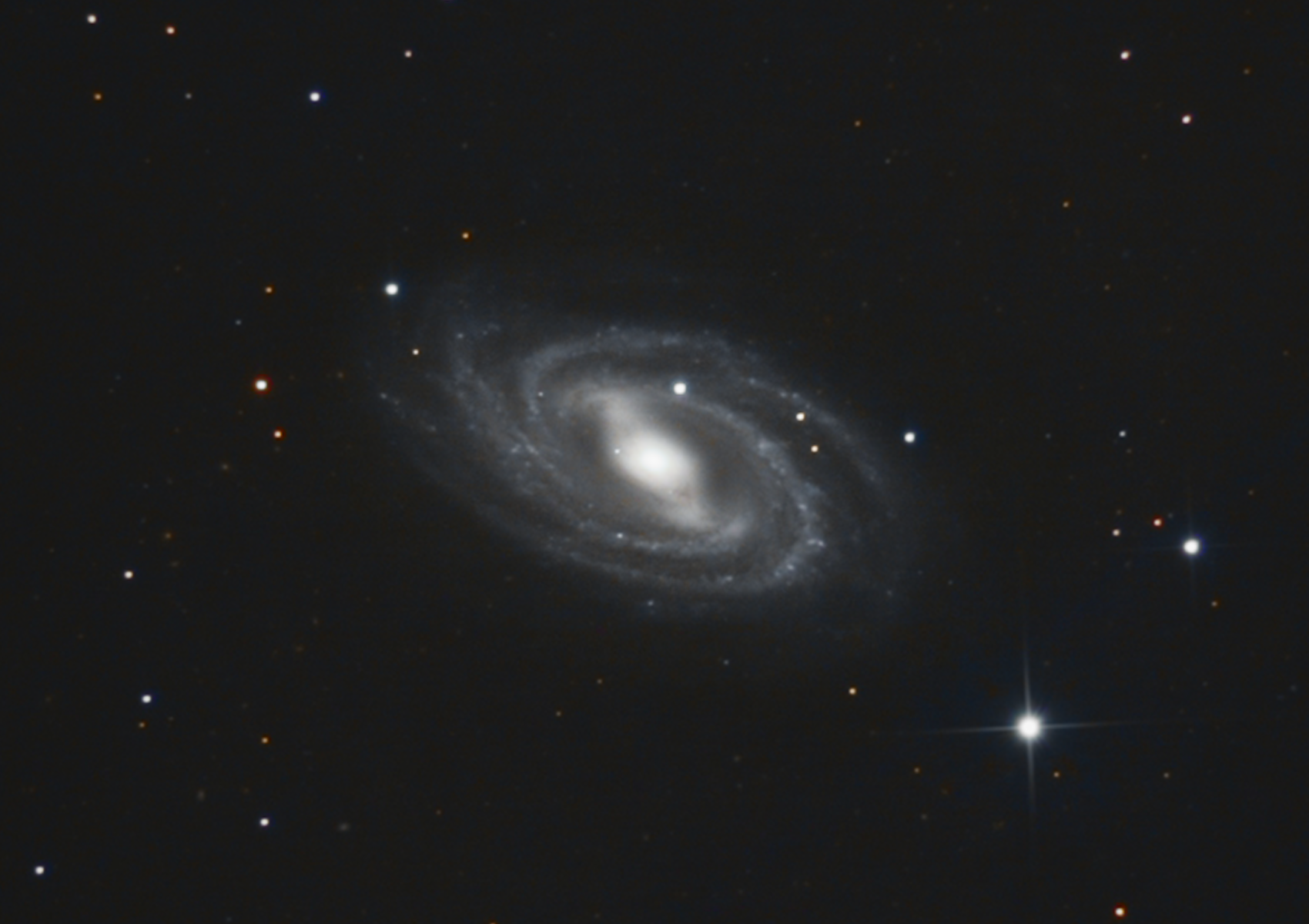
M109 vue par un télescope amateur.

M109 (NGC 3992) est une vaste galaxie spirale barrée située dans la constellation de la Grande Ourse. NGC 3992 a été découverte par l'astronome français Charles Messier entre la fin de mars et le début mai 1781.

## Caractéristiques
La classe de luminosité de M109 est II-III et elle présente une large raie HI. Elle renferme également des régions d'hydrogène ionisé et c'est aussi une galaxie LINER, c'est-à-dire une galaxie dont le noyau présente un spectre d'émission caractérisé par de larges raies d'atomes faiblement ionisés. La base de données NASA/IPAC indique que c'est possiblement une galaxie du champ, c'est-à-dire qu'elle n'appartient pas à un amas ou un groupe et qu'elle est donc gravitationnellement isolée, une information qui n'est partagée par aucune autre source.

### Distance
Sa vitesse par rapport au fond diffus cosmologique est de 1 227 ± 13 km/s, ce qui correspond à une distance de Hubble de 18,10 ± 1,28 Mpc (∼59 millions d'al).
À ce jour, 26 mesures non basées sur le décalage vers le rouge (redshift) donnent une distance de 20,596 ± 7,098 Mpc (∼67,2 millions d'al), ce qui est à l'intérieur des valeurs de la distance de Hubble. Puisque cette galaxie est relativement rapprochée du Groupe local, cette distance est peut-être plus près de sa distance réelle que la distance de Hubble. Notons que c'est avec la valeur moyenne des mesures indépendantes, lorsqu'elles existent, que la base de données NASA/IPAC calcule le diamètre d'une galaxie.

### Morphologie
NGC 3992 (M109) a été utilisée par Gérard de Vaucouleurs comme une galaxie de type morphologique SB(rs)bc dans son atlas des galaxies,.

## Découverte de M109
L'observation de l'astronome français Pierre Méchain datant du 12 mars 1781 a longtemps été considérée comme la première observation de M109 et plusieurs sources indiquent donc celui-ci comme le découvreur de cette galaxie. Cependant, dans une lettre envoyée à Jean Bernoulli le 6 mai 1783, Méchain n'avait toujours pas déterminé sa position. En 2006, l'astronome amateur néerlandais Henk Bril, membre de la Royal Dutch Association for Meteorology and Astronomy et récipiendaire du prestigieux prix Dr. J. van der Bilt en 2005 a constaté que Méchain avait presque certainement observé NGC 3953 et non M109. Peu de temps après, entre la fin mars et le début mai 1781, Messier a observé ces deux galaxies et a noté leur position dans la copie personnelle de son catalogue, l'ascension droite de NGC 3953 et la déclinaison de NGC 3992. Les positions ne sont pas très précises, mais puisque la déclinaison est celle de NGC 3992, il est presque certain que Messier a observé M109. C'est Owen Gingerich qui a ajouté M109 au catalogue de Messier en 1950, en indiquant que Méchain était le découvreur de cette galaxie. Puisque Messier n'a pas ajouté M109 à son catalogue, ni John Herschel ni John Dreyer n'étaient au courant des observations des deux astronomes français et ils n'ont évidemment pas mentionné leur nom.

## Trou noir supermassif
Selon une étude publiée en 2009 et basée sur la vitesse interne de la galaxie mesurée par le télescope spatial Hubble, la masse du trou noir supermassif au centre de M109 serait comprise entre 18 millions et 67 millions de {\displaystyle M_{\odot }}.
Si on se fonde sur les mesures de luminosité de la bande K de l'infrarouge proche du bulbe de M109, on obtient une valeur de 107,3 {\displaystyle M_{\odot }} (20 millions de masses solaires) pour le trou noir supermassif qui s'y trouve.

## Supernova
La supernova SN 1956A a été découverte dans M109 le 8 mars 1956 par H.S Gates. Cette supernova était de type Ia. Cette supernova a atteint une magnitude maximale de 13,08.

## Galaxies satellites

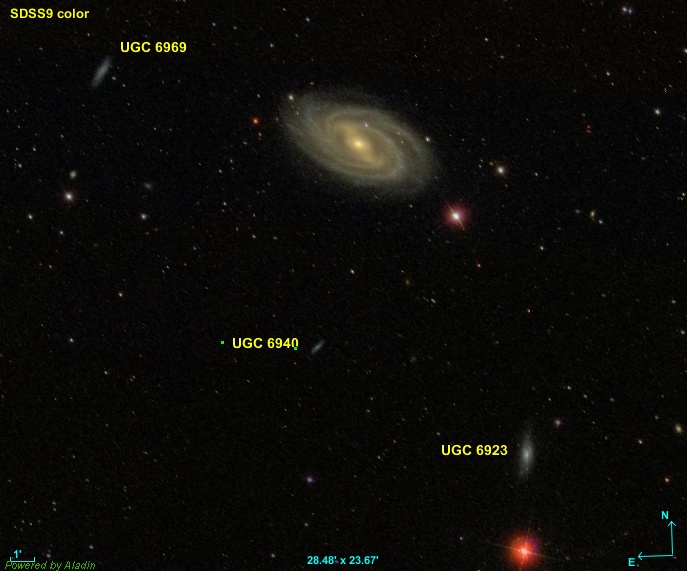
Les trois galaxies probablement satellites de M109.

M109 possède au moins trois galaxies satellites, soit UGC 6923, UGC 6940 et UGC 6969.

## Groupe de M109 et de M101
M109 est la galaxie la plus brillante d'un vaste groupe de galaxies qui porte son nom. Le groupe de M109 compte au moins 41 membres. On retrouve parmi ceux-ci les galaxies NGC 3726, NGC 3782, NGC 3870, NGC 3877, NGC 3893, NGC 3896, NGC 3917, NGC 3922, PGC 37217 (identifié faussement à NGC 3924), NGC 3928, NGC 3931, NGC 3949, NGC 3953, NGC 3985, NGC 4010, NGC 4026, NGC 4085, NGC 4088, NGC 4100, NGC 4102, NGC 4142, NGC 4157, NGC 4217 et NGC 4220.
D'autre part, dans un article publié en 1998, Abraham Mahtessian indique que M109 fait aussi partie d'un groupe plus vaste qui compte plus de 80 galaxies, le groupe de M101. Plusieurs galaxies de la liste de Mahtessian se retrouvent également dans d'autres groupes décrits par A.M. Garcia, soit le groupe de NGC 3631, le groupe de NGC 3898, le groupe de M109 (NGC 3992), le groupe de NGC 4051, le groupe de M106 (NGC 4258) et le groupe de NGC 5457.
Plusieurs galaxies des six groupes de Garcia ne figurent pas dans la liste du groupe de M101 de Mahtessian. Il y a plus de 120 galaxies différentes dans les listes des deux auteurs. Puisque la frontière entre un amas galactique et un groupe de galaxie n'est pas clairement définie (on parle de 100 galaxies et moins pour un groupe), on pourrait qualifier le groupe de M101 d'amas galactique contenant plusieurs groupes de galaxies.

## Amas de la grande Ourse et superamas de la Vierge
Les groupes de M109 et de M101 font partie de l'amas de la Grande Ourse, l'un des amas galactiques du superamas de la Vierge.